# 금관경

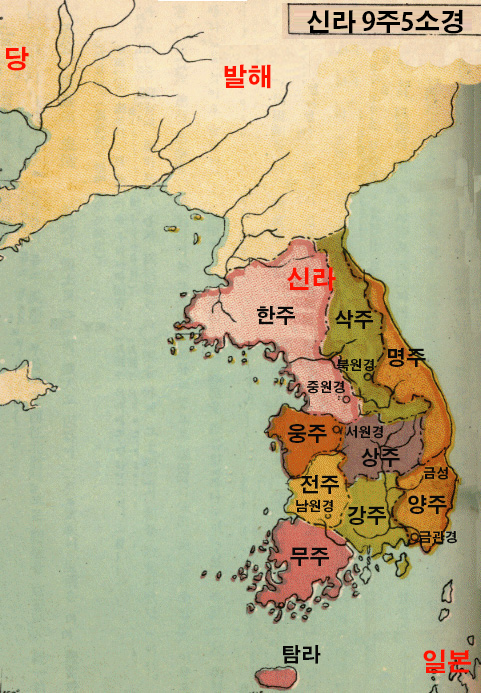
남북국 시대 신라의 9주 5소경

금관경(金官京) 또는 금관소경(金官小京)은 신라 시대 신라의 광역 행정구역인 9주 5소경의 한 소경(小京)으로 지금의 김해시이다. 김해경은 가야를 정복하고 난 뒤 왕경인을 이주시켜 통치에 편의를 도모하기 위해 설치되었다.

## 연혁
금관경의 치소 일대는 원래 금관가야의 영역이었다. 532년(법흥왕 19년)에 신라가 금관가야를 멸망시키고 금관군(金官郡)을 설치하였는데 680년(문무왕 20년)에 소경(小京)으로 승격하였다. 757년(경덕왕 16년)에 전국의 행정구역 명칭을 중국식으로 고치면서 금관소경도 김해경(金海京)으로 개칭되었다. 고려 때는 금주(金州)로 개칭하였고 조선시대에는 김해(金海)라 개칭하여 지금에 이른다.
《삼국사기》 〈지리지〉에는 경덕왕이 중국식으로 고친 명칭을 기준으로 기록되어 있다.

## 금관경의 설치
금관경은 신라가 삼국을 병합하고 난 직후인 680년에 설치된 소경이다. 소경은 새로 편입된 정복지의 통치를 위해 설치되었다. 금관경은 가야 지역의 통치와 함께 왕경인을 대규모로 이주시킴으로써 가야계를 통합시키고 왕권을 강화하는 목적과 문화적으로도 가야 지역을 통합시키려는 의도가 있었던 것으로 이해된다.

## 같이 보기
- 신라의 행정 구역

## 참고 문헌
- 김부식 (1145), 《삼국사기》 〈잡지제삼 지리일(雜志第三 地理一)〉